# Julie Baumann
Julie Rocheleau-Baumann, kanadsko-švicarska atletinja, * 17. junij 1964, Saint-Jérôme, Quebec, Kanada.
Od leta 1991 je nastopala na Švico. Nastopila je na poletnih olimpijskih igrah v letih 1988 in 1996, leta 1988 je dosegla šesto mesto v teku na 100 m z ovirami. Na svetovnih dvoranskih prvenstvih je osvojila naslov prvakinje v teku na 60 m z ovirami leta 1993.